# Trịnh Văn công
Trịnh Văn công (chữ Hán: 鄭文公; trị vì: 673 TCN–628 TCN), tên thật là Cơ Tiệp (姬踕), là vị vua thứ tám của nước Trịnh – chư hầu nhà Chu trong lịch sử Trung Quốc.

## Thân thế
Trịnh Văn công là con của Trịnh Lệ công – vua thứ 5 nước Trịnh, cháu gọi Trịnh Tử Vĩ và Trịnh Tử Anh – các vua thứ 6 và thứ 7 nước Trịnh – bằng chú. Năm 673 TCN, Trịnh Lệ công qua đời, Cơ Tiệp lên nối ngôi, tức là Trịnh Văn công..

## Giữa Tề và Sở
Năm 666 TCN, quan lệnh doãn nước Sở là Tử Nguyên mang quân đánh nước Trịnh, đến cửa Cốc Trất. Nước Tống cử binh cứu Trịnh. Tử Nguyên thấy vậy bèn nhân đêm tối rút quân.
Năm 660 TCN, Trịnh Văn công ghét tướng Cao Khắc, bèn sai mang quân trấn thủ Cát Thượng, lâu ngày không triệu về. Quân của Khắc tự tan, bỏ trốn. Cao Khắc bèn bỏ trốn sang nước Tần.
Năm 659 TCN, Sở Thành vương mang quân đánh Trịnh. Tề Hoàn công đang là bá chủ chư hầu bèn hội các nước Lỗ, Tống, Tào, Châu tại đất Sanh để cứu Trịnh. Quân Sở rút lui.
Năm 658 TCN, Sở Thành vương lại đánh Trịnh, tướng Sở là Đấu Chương bắt được tướng Trịnh là Trịnh Đam Bá. Sang năm 657 TCN, Trịnh Văn công muốn cùng giảng hòa với nước Trịnh, nhưng Khổng Thúc can không nên mà nên tiếp tục theo Tề. Năm 656 TCN, Tề Hoàn công hội chư hầu các nước Lỗ, Tống, Trần, Vệ, Hứa, Tào cùng đánh nước Sái và Sở để cứu Trịnh. Sở Thành vương phải sai Khuất Hoàn đi giảng hòa.
Năm 655 TCN, Trịnh Văn công lại đi hội chư hầu với Tề Hoàn công và các nước Lỗ, Tống, Trần, Vệ, Hứa, Tào tại đất Thủ Chỉ. Giữa chừng, Trịnh Văn công sợ nước Sở, muốn trốn về không dự thề. Khổng Thúc can ngăn nhưng ông không nghe, cuối cùng bỏ thề trốn về nước.
Năm 654 TCN, Tề Hoàn công giận Trịnh Văn công bỏ hội, liền cùng quân các nước Lỗ, Tống, Vệ và Tào đi đánh Trịnh, kéo đến Tân Thành. Mùa thu năm đó, Sở Thành vương mang quân đánh nước Hứa để cứu Trịnh. Tề Hoàn công và các chư hầu mang quân sang nước Hứa. Nước Trịnh được giải vây, quân Sở cũng lui về.
Năm 653 TCN, Tề Hoàn công lại cất quân đánh Trịnh. Trước sức ép của Tề Hoàn công, Trịnh Văn công giết đại phu Thân Hầu, sau đó cử thế tử Hoa đi dự thề với vua Tề. Sang năm 652 TCN, tự Trịnh Văn công phải đi dự thề. Từ đó nước Trịnh ngả theo Tề, thường xuyên dự các lần họp chư hầu.

## Theo Sở chống Tống
Sau khi Tề Hoàn công mất, nước Tề suy yếu. Trịnh lại theo Sở. Năm 643 TCN, Trịnh Văn công đến triều kiến Sở Thành vương. Năm 639 TCN, Trịnh Văn công hội minh với Sở Thành vương, nước Trần và nước Sái chống Tống, bắt Tống Tương công.
Tống Tương công sau đó được Sở Thành vương thả về nước. Năm 638 TCN, vua Tống hội binh với các nước Vệ, Hứa, Đằng đánh Trịnh. Trịnh Văn công cầu cứu Sở. Sở Thành vương mang quân cứu, đánh tan quân Tống ở đất Hoằng.

## Quan hệ với nhà Chu
Trịnh Văn công đánh nước Hoạt vì ngả theo nước Vệ. Nước Hoạt xin giảng hòa. Quân Trịnh bèn rút lui, thì nước Hoạt lại theo nước Vệ. Trịnh công tử là Sĩ Huệ cùng tướng Đỗ Chu Di lại đánh Hoạt lần nữa. Chu Tương Vương sai Bá Phục và Du Tôn Bá sang nước Trịnh xin hộ cho nước Hoạt. Trịnh Văn công giận thiên tử nhà Chu, từ khi Trịnh Lệ công có công cứu Chu Huệ Vương phục ngôi mà không được phong thưởng, nên bắt giữ 2 sứ giả nhà Chu.
Năm 637 TCN, Chu Tương vương giận dữ bèn sai sứ mượn quân nước Địch vào đánh Trịnh. Quân nước Địch tiến vào đánh Trịnh, chiếm đất Lịch. Để thắt chặt quan hệ, vua Chu lấy con gái nước Địch làm vương hậu.
Năm 636 TCN, Chu Tương vương không bằng lòng với Địch vương hậu bèn phế truất. Nước Địch bất bình bèn mang quân đánh Chu. Chu Tương vương không chống nổi phải bỏ chạy sang nước Trịnh. Trịnh Văn công giận thiên tử, bèn an trí tại Phạm Thành, không cử binh giúp. Sau đó Chu Tương Vương phải nhờ tới Tấn Văn công giúp mới phục được ngôi vua.

## Giữa Tấn và Sở
Năm 637 TCN, công tử Trùng Nhĩ nước Tấn (con trưởng Tấn Hiến công) lưu vong đến nước Trịnh, Trịnh Văn công tỏ ra coi thường không tiếp đãi. Em ông là Thúc Thiêm can ngăn rằng Trùng Nhĩ là người hiền, không thể vô lễ nhưng ông không nghe, cho rằng các công tử các nước đến nước Trịnh quá nhiều không thể tiếp đãi hết, Thúc Thiêm lại khuyên nếu không tiếp đãi tử tế thì nên giết Trùng Nhĩ đi nhưng ông không nghe. Sau Trùng Nhĩ về nước lên ngôi tức Tấn Văn công.
Năm 634 TCN, Tấn và Sở nổ ra chiến tranh để giành quyền bá chủ. Trịnh Văn công ngả theo Sở, cùng Sở Thành vương và các nước Trần, Sái, Hứa đi đánh nước Tống – đồng minh của Tấn. Tống Thành công cầu viện Tấn.
Tấn Văn công mang quân cứu Tống và đánh bại quân Sở trong trận Thành Bộc năm 632 TCN. Trịnh Văn công nghe tin Sở bị Tấn đánh bại, bèn sai sứ đến xin quy phục nước Tấn. Tấn Văn công đồng ý cho Trịnh giảng hòa.
Tuy được giảng hòa nhưng nước Trịnh vẫn bị Tấn Văn công ghét vì khi còn là công tử Trùng Nhĩ đi lưu lạc, Trịnh Văn công không đón tiếp Trùng Nhĩ. Vì vậy năm 630 TCN, Tấn Văn công cùng Tần Mục công mang quân đánh Trịnh. Nước Trịnh bị vây hãm. Đại phu nước Trịnh là Thúc Thiêm phải tự sát để lấy lòng nước Tấn nhưng Tấn Văn công vẫn đòi bắt Trịnh Văn công.
Nghe theo lời đại phu Dật Chi Hồ, Trịnh Văn công bèn sai Chúc Chi Vũ làm sứ đến gặp Tần Mục công, phân tích lợi hại: đánh Trịnh chỉ làm tăng uy thế của Tấn, không lợi gì cho Tần. Tần Mục công bèn tự mình rút quân. Tấn Văn công vây Trịnh không hạ được cũng bãi binh về nước.

## Qua đời
Trịnh Văn công có người vợ yêu là Yên Cật, sinh được con là Cơ Lan. Ông lập Lan làm thế tử.
Năm 628 TCN, Trịnh Văn công qua đời. Ông ở ngôi được 45 năm. Thế tử Cơ Lan lên nối ngôi, tức là Trịnh Mục công.

## Gia quyến
- Vợ:
  - Yên Cật, sinh thế tử Lan. Năm 649 TCN, Yên Cật khi đó là thiếp của Trịnh Văn công nằm mộng thấy hoa lan, nói với Trịnh Văn công. Ông cho là điềm tốt, từ đó sủng ái Yên Cật. Ít lâu sau Yên Cật sinh một người con trai, Trịnh Văn công yêu mến, đặt tên là Lan.
  - Vợ cũ của Trịnh Tử (một người chú, em của Lệ công, không rõ tên), sinh ra Tử Hoa và Tử Tang
  - Giang thị: sinh Tử Sĩ
  - Tô thị, sinh ra Tử Hà và Tử Du Di
- Con trai:
  - Cơ Lan: tức Trịnh Mục công
  - Cơ Tử Hoa: bị Văn công giết
  - Cơ Tử Tang: cũng bị Văn công giết
  - Cơ Tử Sĩ: bị vua Sở giết khi đi sứ
  - Cơ Tử Hà: Bị đuổi chạy khỏi nước
  - Cơ Tử Du Di: chết non
  - Cơ Tống
  - Cơ Quy Sinh